# スタールト1
スタールト1（ロシア語:Старт-1スタールト・アヂーン）は、ソ連のRT-2PM「トーポリ」大陸間弾道ミサイルを元にモスクワ熱技術研究所が開発したロシア連邦の人工衛星打ち上げロケットである。質量47トンの小型のロケットで、低軌道に632kgのペイロードを投入する能力を持つ。

## 概要
スタールトロケットの開発の契機となったのは、1991年にアメリカとソ連（のちロシア）との間で結ばれた第一次戦略兵器削減条約（START-1）だった。この条約は両国に核兵器とその運搬手段の装備縮小を義務付けたため、多くの大陸間弾道ミサイルが退役することとなった。その中にはスタールト1の原型となったRT-2PM「トーポリ」も含まれていた。
RT-2PMをロケットに改造する計画はモスクワ熱技術研究所によって進められた。新しいロケットには条約名のSTARTに因んで「Старт」（Start；ロシア語読みで「スタールト」）という名称が与えられた。最初の打ち上げは1993年3月25日にプレセツク宇宙基地で行われ、試験ペイロードを地球周回軌道に投入することに成功した。プレセツクにおける2回目の打ち上げは失敗したが1997年3月4日にスヴォボードヌイ宇宙基地からロシアの商業ペイロードを打ち上げた。その後は同基地において株式非公開会社「プスコヴィーエ・ウスルーギ」社（ЗАО "Пусковые услуги"；ZAO "Puskovie Uslugi":社名は「打ち上げサービス」という意味）というロシア企業がロケットを運用していた。2007年にスヴォボードヌイ宇宙基地が閉鎖された後はスタールトの打ち上げは行われていない。

## 打ち上げ
- 1993年03月25日 - 試験打ち上げ
- 1995年03月28日 - 失敗
- 1997年03月04日 - ゼヤ（ロシア）
- 1997年12月24日 - アーリーバード 1（アメリカ合衆国、アースウォッチ, Inc.）
- 2000年12月05日 - EROS A（イスラエル）
- 2001年02月20日 - オーディン（スウェーデン）
- 2006年04月25日 - EROS B（イスラエル）

## リンク
- Start-1（Encyclopedia Astronautica 内のページ） （英語）
- 「プスコヴィーエ・ウスルーギ」社 のウェブサイト （英語）